# Susan Tyrrell
Susan Tyrrell (* jako Susan Jillian Creamer; 18. března 1945 San Francisco, Kalifornie, USA – 16. června 2012 Austin, Texas, USA) byla americká herečka. Začínala jako herečka v televizních seriálech. Svou první filmovou roli získala v roce 1971, kdy si zahrála ve filmu Vyrovnávání účtů.